# Interactionnisme structural
L'interactionnisme structural (aussi appelé sociologie whitienne, sociologie des dynamiques relationnelles ou encore relational sociology (RS), en anglais) est un paradigme des sciences sociales qui relève de l'analyse des réseaux sociaux et qui vise principalement à prendre en compte dans l'analyse du social le sens en tant qu'il est socialement construit via le langage humain, afin de comprendre et expliquer l'émergence, l'évolution ou la dissolution des diverses entités sociales et contextes sociaux observables. Il s'agit à la fois d'une méthode scientifique et d'une théorie sociologique.
Bien que l'approche se soit développée principalement depuis la publication en 1992 de l'ouvrage Identité et Contrôle : Une théorie de l'émergence des formations sociales de Harrison White, les travaux d'autres chercheurs contemporains sont reconnus comme marquants l'histoire de cette approche, parmi lesquels ceux de Mark Granovetter, Charles Tilly et Mustafa Emirbayer. Les travaux de White reprennent en outre ceux de plusieurs sociologues, dont Georg Simmel, Alfred Schütz, Norbert Elias, Niklas Luhmann, Erving Goffman et Pierre Bourdieu. Cette approche, marginalisée dans les années 1980 par son recours au langage formel peu courant en sciences sociales, a gagné de l'importance et touché de nombreux champs de recherche à partir des années 1990. L’accueil des travaux de White a tout de même été relativement retentissant, malgré l'aspect subversif et jugé aride du paradigme proposé. C'est avec la parution en 2008 de la seconde édition du livre, fruit d'un travail collaboratif entre Harrison White et des chercheurs français, que l'approche a gagné en clarté. 
L'interactionnisme structural explique l'action sociale par l'aversion à l'incertitude qui tend à pousser à agir de façon à réduire et limiter les incertitudes liées à l'existence, ainsi qu'à réguler les interactions sociales, de façon à faire baisser l'angoisse provoquée par l'incertitude. Ce sont les « relations », vues comme des « histoires », qui permettent d'expliquer l'émergence, l'évolution ou la dissolution des formations sociales observables (identités sociales, structure sociale, institution sociale, norme sociale, catégorie sociale, etc.). Dans cette approche interactionniste, l'action sociale tend à donner forme et à organiser le monde social au fil d'interactions sociales porteuses de sens. Dans un raisonnement circulaire et simplifié, les interactions sociales et les structures sociales — produites par ces interactions sociales — s'influencent mutuellement.
Fondamentalement, l'interactionnisme structural n'est pas compatible avec l'individualisme méthodologique, car ils sont trop différents dans leurs fondements épistémologiques. La rationalité est un "style" (une simple façon de faire, parmi d'autres) dans la sociologie whitienne, tandis qu'elle est centrale dans l'individualisme méthodologique, pour ne mentionner que la différence la plus fondamentale.
Il y a trois axiomes à prendre en compte dans cette approche :
1. Le chercheur doit se concentrer sur les histoires et les interactions qui donnent forme au social, à travers le langage humain et la communication; le social se construit à travers des interactions, porteuses de sens (contenu dans les histoires);
2. Les entités sociales mettent du sens sur leurs environnements et les autres entités auxquelles elles sont confrontées, principalement pour réduire les incertitudes (pouvoir prédire, anticiper, les interactions, les situations), et ne peuvent s'en empêcher, puisque l'incertitude leur est angoissante; l'espèce humaine a besoin d'un minimum de confiance dans le déroulement de ses interactions;
3. C'est pour cette raison, selon cette approche, que l'humain déploie des "efforts de contrôle" lors de ses interactions. Les efforts de contrôle prennent une forme typique, et Harrison White en présente trois, mutuellement exclusive, selon lui.

L'approche proposée par White est dense et présente de nombreux concepts ayant des définitions plus ou moins formelles, ce qui implique de devoir se familiariser avec un lexique spécifique. Les concepts clés sont ceux d'« identité sociale », d'« effort de contrôle », d'« histoire » de « netdom », d'« encastrement », de « découplage », d'« équivalence structurale », ceux concernant les modes de régulation sociale et la règle de l'« inertie endémique du sociale ».

## Historique

### Chronologie de l'interactionnisme structural
Le germe de l'interactionnisme structural à proprement parler se trouve vers les années 1970 lorsque des sociologues s'approprient, en lui trouvant des applications concrètes, la théorie des graphes, qui existe depuis 1736. Ils utilisent le classement de matrice par blocs afin de détecter des structures relationnelles dans des réseaux sociaux : les interactions corrélatives (équivalences structurales). Ce fut une période d'innovation où la plupart des outils mathématiques et statistiques utilisés pour étudier les réseaux sont développés 
pour des applications en sociologie.
Les grands précurseurs historiques sont notamment : 
- Georg Simmel et son interdisciplinarité élaborée du XIXe  au  XXe siècle[3],[4] ;
- Célestin Bouglé qui développe en France la notion de sociologie sur un modèle plutôt international dès le début du XXe siècle[4].

Bien que le modèle d'interactionnisme structural se soit développé principalement depuis la publication en 1992 de l'ouvrage de Harrison White « Identité et Contrôle : Une théorie de l'émergence des formations sociales », des travaux d'autres chercheurs contemporains sont reconnus comme en marquant l'histoire, et parmi eux[réf. souhaitée] :
- Charles Tilly étudie à partir des années 1960 les facteurs déclencheurs d'évolution dans le groupe que sont les proportions chiffrées des sous-groupes, puis dans les années 1990 retrouve le paradigme « état-nation et guerre », étudié plus d'un siècle avant ;
- Mark Granovetter à partir des années 1970 étudie le concept des réseaux sémantiques porteurs de liens faibles et de liens forts ;
- Mustafa Emirbayer procède à la communication au public des sciences sociales transversalement liées dans les années 1990 par l'éditorial de la revue de l'université The New School ;
- Pierre Bourdieu étudie dans la 2e moitié du XXe siècle la « reproduction » de la hiérarchie sociale[6],[7].

L'approche est restée marginale, en raison de son recours au formalisme qui n'est pas courant en sciences sociales, mais avec les travaux de Harrison White et Charles Tilly, elle a gagné en importance et touché des champs de recherche comme celui de la culture, l'histoire, la politique, l'économie et la psychologie sociale. 
Puis cette démarche a touché de nombreux champs de recherche à partir des années 1990 et gagné de l'importance. L'émergence du paradigme se situe autour des débats de la communauté des "networkers" concernant l'analyse de réseaux, vers le milieu des années 1980 ; ceux-ci tournaient autour de la question de savoir s'il s'agit d'une méthode ou d'une approche, ce à quoi Barry Wellman a répondu que l'analyse de réseaux allait au-delà de la méthodologie en proposant un paradigme prenant les relations (et interactions) — plutôt que des individus, des groupes ou des catégories — en tant qu'unité fondamentale des sciences sociales, un argument repris par Mustafa Emirbayer et Jeffrey Roger Goodwin (en).
Le terme « interactionnisme structural » a été proposé par Alain Degenne et Michel Forsé et se retrouve pour la première fois dans leur ouvrage intitulé Les Réseaux Sociaux (1994) afin de désigner et définir l'approche proposée par Harrison White en 1992, via sa publication Identity and Control,. Dans la francophonie, il s'agit du terme le plus usité, cependant, en anglais, l'appellation la plus courante est relational sociology (RS), bien que structural interactionism soit également d'usage en anglais,.
L'émergence dans les années 1990 de la New York School of Relational Sociology marque la naissance de l'approche.
Par ailleurs Niklas Luhmann sociologue fonctionnaliste dont l'influence a été forte dans les pays germaniques et scandinaves a pu donner un autre regard sur la complexité du paradigme disjonctif du regard social dans la 2e moitié du XXe siècle; Ce théoricien a été peu suivi dans le domaine sociologique des langue parole et culture anglo-saxonnes et latines[réf. nécessaire].

### La sociologie Whitienne connexe à l'interactionnisme structural
Harrison White « Identité et Contrôle : Une théorie de l'émergence des formations sociales », pour son témoignage de sociologue (sociologie Whitienne) sur plusieurs époques s'inspire lui aussi  de :
- Georg Simmel ;
- Norbert Elias et sa philosophie marquée par le freudisme à la suite de son traumatisme psychologique d'infirmier pendant la Première Guerre mondiale[réf. nécessaire] ;
- Alfred Schütz et son pragmatisme philosophique appliqué au quotidien phénoménologique d'expatrié par la 2e guerre mondiale[réf. nécessaire] ;
- Erving Goffman s'intéressant au "style" ou "vouloir paraître" individuel en Amérique du Nord après la 2e guerre mondiale[réf. nécessaire] ;
- Pierre Bourdieu.

En 1993, après la parution en 1992 de Identity and control, l'approche relationnelle de White fut l'objet d'un numéro spécial dans Contemporary Sociology, revue de l'Association américaine de sociologie.
En septembre 2009, l'Université Humboldt de Berlin a accueilli le symposium international sur la sociologie relationnelle qui fut organisé par Jan Fuhse et intitulé Sociologie relationnelle : des impulsions transatlantiques pour les sciences sociales. Le symposium s'est centré sur le travail de Harrison White.
En octobre 2009, le sociologue Yanjie Bian a tenu la « Conférence internationale sur la sociologie relationnelle » à l'Institut pour les sciences sociales empiriques de l'Université Jiaotong de Xi’an
À partir de 2011 l'Association canadienne de sociologie a tenu des conférences annuelles pour développer le champ de recherche de la sociologie relationnelle.
En 2013 un appel à publications fut lancé par la section « Recherches sur les réseaux sociologiques » de l'Association allemande de sociologie, en arguant que bien que les avancées en sociologie relationnelle se produisent majoritairement aux États-Unis, la sociologie relationnelle a des racines profondes dans la sociologie germanique. En plus de Simmel, Marx, Elias and Luhmann, cette tradition allemande inclut des sociologues comme Leopold von Wiese, Karl Mannheim, Theodor Litt, Alfred Schütz, and Helmuth Plessner.
Aussi en 2013, deux livres sur la sociologie relationnelle par François Dépelteau et Christopher Powell furent publiés. Conceptualizing Relational Sociology and Applying Relational Sociology,. En 2014, un groupe de recherche sur la sociologie relationnelle a été créé via l'Association canadienne de sociologie.
Emmanuel Lazega compare Harrison White à la fois au « Copernic et au Galilée » des sciences sociales puisque selon lui, via l'interactionnisme structural, White à la fois fournit aux sciences sociales la « lunette » et les outils pour étudier le social.

## Définition
La définition la plus vulgarisée de l'interactionnisme structural consiste à considérer que les identités sociales — définies comme « toute source d’action qui n’est pas explicable par des régularités biophysiques, et à laquelle les observateurs peuvent attribuer du sens » (voir ci-dessous) — déterminent (influencent dans un sens faible et non fort) via leurs interactions sociales les structures sociales, tout comme, simultanément, ces dernières influencent les identités sociales. Elles se « co-influencent » ou coévoluent.
« Structure sociale » et « identité sociale » sont ici des notions utilisées pour désigner des « formations sociales » ayant émergé ou pris forme dans un contexte social spécifique, ce qu'Harrison White appelle un « domaine-réseau » (« network domain » ou « netdom »), ce concept étant comparable à celui du cercle social chez Simmel. Le chercheur vise à expliquer l'émergence des formations sociales, ainsi qu'à comprendre leur évolution, maintien ou dissolution. Toute régularité sociale observable (par exemple les sociétés, les individus, les institutions sociales, le langage, etc.) est, ici, comprise comme étant le résultat d'« efforts de contrôle », de part et d'autre.
Pour saisir les implications de l'interactionnisme structural, il vaut mieux s'initier au vocabulaire particulier de cette approche, ainsi qu'à ses axiomes,. Ces axiomes conçoivent l'individu et la société comme étant non pas une unité d'analyse qui existe d'emblée, comme par « nature », mais comme étant une formation sociale qui a émergé au fil d'interactions sociales, et à laquelle un observateur peut donner du sens ; une « identité sociale » comme les autres,,. En d'autres mots, « individu » n'est pas un terme interchangeable avec homo sapiens ; « individu » n'est pas un terme neutre ; il s'inscrit dans un contexte social de sens, historique. La biophysique ne peut pas expliquer ce qu'est un « « individu », car il s'agit d'une identité sociale (porteuse de sens) et non pas de l'organisme biologique.
L'interactionnisme structural est l'une des deux approches ayant recours à analyse des réseaux sociaux. L'autre approche ayant recours à l'analyse de réseaux est l'individualisme méthodologique et est principalement portée par James Coleman. L'approche de Coleman et celle de White dans Identity and Control sont vues comme aux antipodes l'une de l'autre: « Dans son commentaire d’Identity and Control, sur Identity and Control, Charles Tilly (1993) écrit que cet ouvrage et Foundations of Social Theory de Coleman (1990) se détruisent l’un l’autre comme la matière et l’antimatière »; car dans l'individualisme méthodologique l'action sociale est expliquée par la contingence des actions posées par des individus qui agissent chacun selon leur propre rationalité (limitée) Le fait que l'interactionnisme structural fasse de l'individu une formation sociale parmi d'autres, ainsi que de la rationalité un simple « style » parmi d'autres est inacceptable pour Raymond Boudon. « White introduit une autre thèse fortement controversée quand il dit que la rationalité est un cas particulier du style qui apparait exclusivement dans certains contextes sociaux ». Boudon ajoute : « Si être rationnel veut dire, comme je crois qu'il devrait le faire, avoir des raisons d'agir et de faire ce que l'on fait selon nos croyances, je ne suis pas prêt à accepter cette conclusion ».
Bien que cette approche vise à expliquer l'action sociale, elle s'éloigne cependant radicalement des approches classiques en matière d' « action sociale » en ne prenant pas l'individu et le sens qu'il donne à son action (sa rationalité) comme point central de l'analyse. Ici, « l'individu » est simplement un cas particulier d'identité sociale et non pas l'unité fondamentale à préconiser et la rationalité de l'acteur y est conceptualisée comme un « style » (une façon de faire), et non pas comme explicative de l'action sociale. Le cumul des interactions successives produit des relations, basées sur une certaine confiance (réduction de l'incertitude), devenant de véritables histoires structurantes et explicatives des formations et faits sociaux — en place de la rationalisation qu'en donne l'acteur social.
Elle se distingue aussi des autres approches par son recours au formalisme.
La sociologie whitienne est présentée en français, notamment par Alain Degenne et Michel Grossetti,,. Charles Tilly, Mark Granovetter, Ronald Burt et d'autres encore ont testé les concepts proposés par White et les ont développés.

## Langage humain

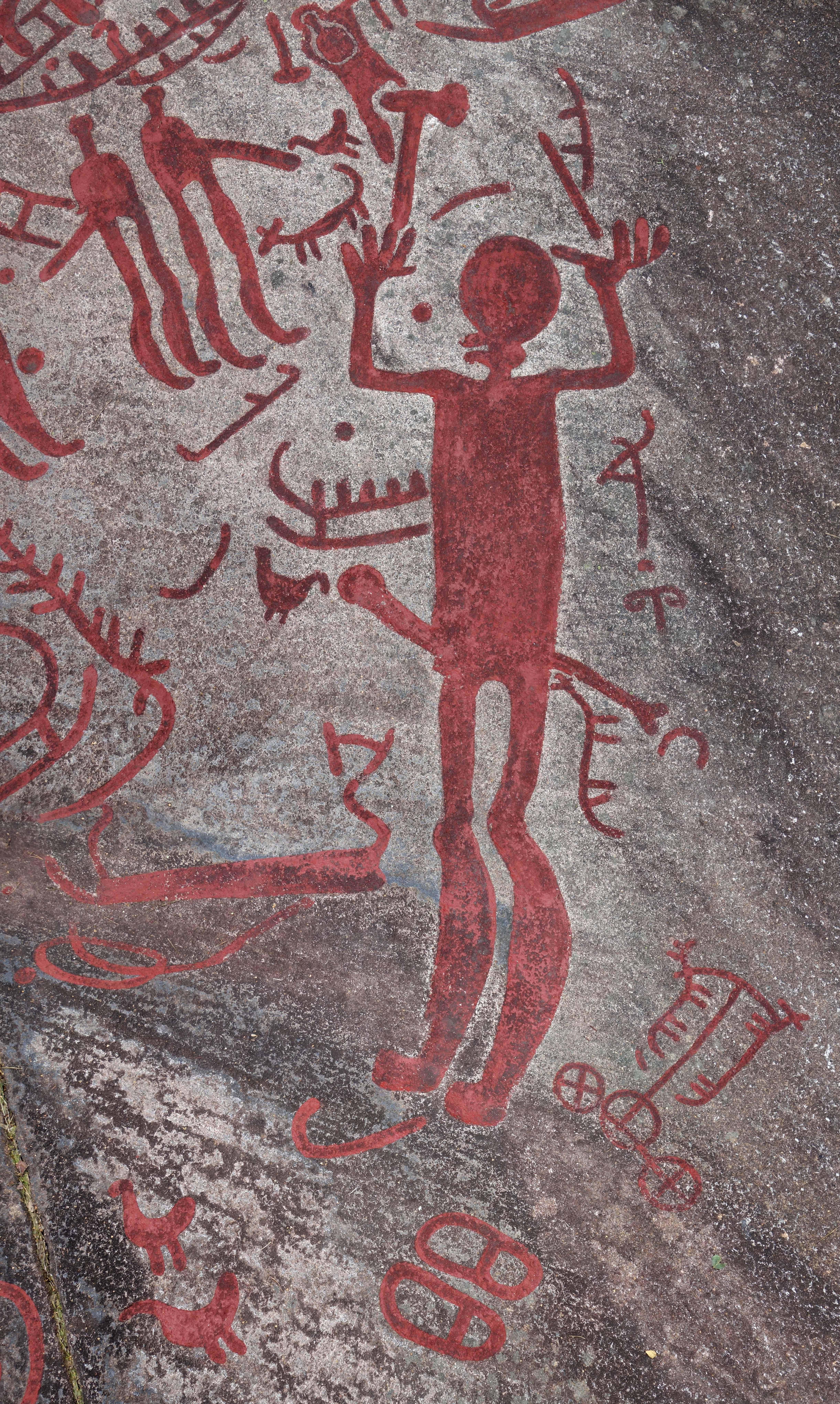
Pétroglyphes au Cobbler's Cliff (Skomakarhällen)

Dès le prologue de son livre de 2008, Identité et Contrôle : Une théorie de l'émergence des formations sociales, Harrison White aborde le sujet du langage ; « Il est difficile de douter que le langage est une construction sociale (Halliday and Hasan 1976) » et souligne que son approche, qui s'inscrit certes en sociologie, est plus spécifiquement encastrée dans la linguistique,. 
Le langage humain lui apparaît particulièrement central comme phénomène social, aux vues de la complexité, de la flexibilité et de l'applicabilité des diverses langues observables. Son argument principal est que toutes les grammaires sont structurées en une interaction entre deux axes se croisant (l'axe syntagmatique dit vertical et l'axe paradigmatique dit horizontal) et que le syntagme fait émerger un élément fondamental de sens; c'est-à-dire que des processus interactionnels produisent du sens. C'est ce qui lui fait aussi dire que le langage est une construction sociale. Il voit cette même forme d'interaction productrice de sens, produire du contexte social et des identités sociales qui émergent de ces contextes.
L'importance du langage humain dans la sociologie de Harrison White tien au fait que celui-ci produit du sens; que les identités sociales produisent du sens (meaning), et il souligne que Niklas Luhmann, au chapitre deux de son livre de 1995, avait la même préoccupation et tien précisément un argument similaire au sujet du sens qui émerge d'une co-constitution de communication entre des identités. Elle s'inscrit aussi au cœur de la définition qu'il donne à l'identité sociale "porteuse de sens", l'unité fondamentale des sciences sociales, selon lui et les tenants de cette approche. Le sens est central aussi dans sa définition de contexte social, qui représente un réseau de sens; les réseaux sociaux sont en fait sociosémantique, selon cette approche, et White propose le terme "netdom" pour rendre compte de l'importance du sens dans l'étude des réseaux sociaux. Selon lui, les langages émergent en tant que sous-produits (centraux pour la compréhension sociologique) laissés par les identités sociales en recherche d'appuis (de contrôle). Il explique que selon lui, le langage est certes observable chez d'autres espèces qu'homo sapiens, mais qu'il est impossible d'observer autant de sous-produits du langage chez les autres espèces; les langages (ou modes de communication) des autres espèces ne mènent pas à des institutions, des organisations, des façons de faire et usages, des croyances, des valeurs, des idéaux, des cultures, des normes sociales, aussi complexes et prégnantes que chez l'espèce humaine.

## Axiomes
Il y a trois axiomes dans l'interactionnisme structural :
1. Il ne faut pas voir la société comme existante d'emblée, mais comme étant le résultat de processus de régulation sociale lui ayant donnée forme et voir la réalité sociale comme étant un chaos d'interactions où peuvent apparaitre des formations provisoirement stables[36]. Il faut voir le monde social comme intrinsèquement non-organisé et étudier l'émergence des formations sociales qui sont observées[36]. Bien qu'elles peuvent parfois être très stables à travers le temps, les formations sociales demeurent toujours menacées de dissolution ; rien ne se maintient éternellement et trop d'incertitudes ou d'imprévisibilités existent pour que ces formations sociales soient à l'abri des fluctuations, influences et contrecoups du reste de ce qui les entourent[36]. Elles tendent cependant à prendre forme et à se maintenir, car elles agissent de façon à chercher à s'ancrer et exister[36].
2. Le chaos intrinsèque et endémique engendre de l'incertitude, car il ne permet pas de prédire, prévoir ou anticiper avec certitude le déroulement des interactions sociales, ce qui tend à provoquer de l'angoisse[36]. Afin de réduire les incertitudes et donc soulager l'angoisse, les entités sociales déploient des « efforts de contrôle », ce qui leur permet d'avoir prise sur leurs réalités[36]. À force d' « effort de contrôle » des interactions de la part des formations sociales à la recherche d'appuis, elles en viennent à prendre forme (émerger) et prendre assez de sens pour être reconnues par un observateur; il s'agit alors d'une identité sociale, qui en son sens général, définit par Harrison White et qui désigne : toute source d'action qui n'est pas explicable par le biophysique et à laquelle un observateur peut attribuer du sens[36]. Ainsi, pour continuer à se maintenir et à exister, malgré un chaos endémique (l'absence de régularité intrinsèque ; d'un ordre « naturel ») les identités sociales vont déployer toutes sortes de « d'efforts de contrôle » pour survivre — sauf à se transformer, voire disparaître[36].
3. Compte tenu du fait que les interactions sociales humaines sont portées par le langage humain et que celui-ci donne sens, le chercheur doit se concentrer sur l'étude des histoires contenues dans les relations[36]. Le sens dont il est ici question est entièrement construit dans l'interaction sociale[36]. L'étude de la coévolution des formations sociales implique de s'intéresser aux histoires que sous-tendent les relations et au sens qui a été posé socialement lors des interactions sociales, sur et par les formations sociales elles-mêmes[36].

Alain Degenne explique la difficulté que peut représenter la sociologie Whitienne, en décrivant comment White conçoit le social dans son ouvrage : 

« Il parle de molécules sociales, de « soupe » et suggère au lecteur de prendre comme image pour se représenter la réalité sociale les gels colloïdaux dans lesquels s’effectuent de multiples échanges et où l’on peut reconnaître des structures sans pour autant que l’on soit en face d’une cristallisation. »

C'est une approche subversive qui prend pour fondement que rien de sociologique n'existe d'emblée ; que si l'on observe des « sociétés », des « cultures », des « individus », des « castes », etc. c'est parce qu'au fil des interactions sociales, se sont construites toutes ces formations sociales. 
Ce qui intéresse le chercheur dans cette approche est de comprendre l'émergence des régularités observables par l'analyse des histoires relationnelles.

## Lexique des conceptualisations whitiennes
Malgré son influence majeure, le livre « Identity and control » est vu, par plusieurs chercheurs, dont Charles Tilly, comme étant très aride et dense, subversif, et difficile d'accès. Raymond Boudon, qui le juge aride également, considère que White ajoute de nombreux concepts nouveaux ou usités d'une façon inédite. Ces notions et concepts sont présentées pour la première fois par Harrison White dans Identity & control, puis repris en recherche. 
La seconde édition du livre est le fruit d'un travail collaboratif, entre Harrison White et des chercheurs français, dont Michel Grossetti : « Ce qui m'a finalement décidé d'entreprendre la révision furent les suggestions de Michel Grossetti afin de clarifier le livre de 1992, alors qu'il avait entamé la traduction en français du livre. »

### Incertitude

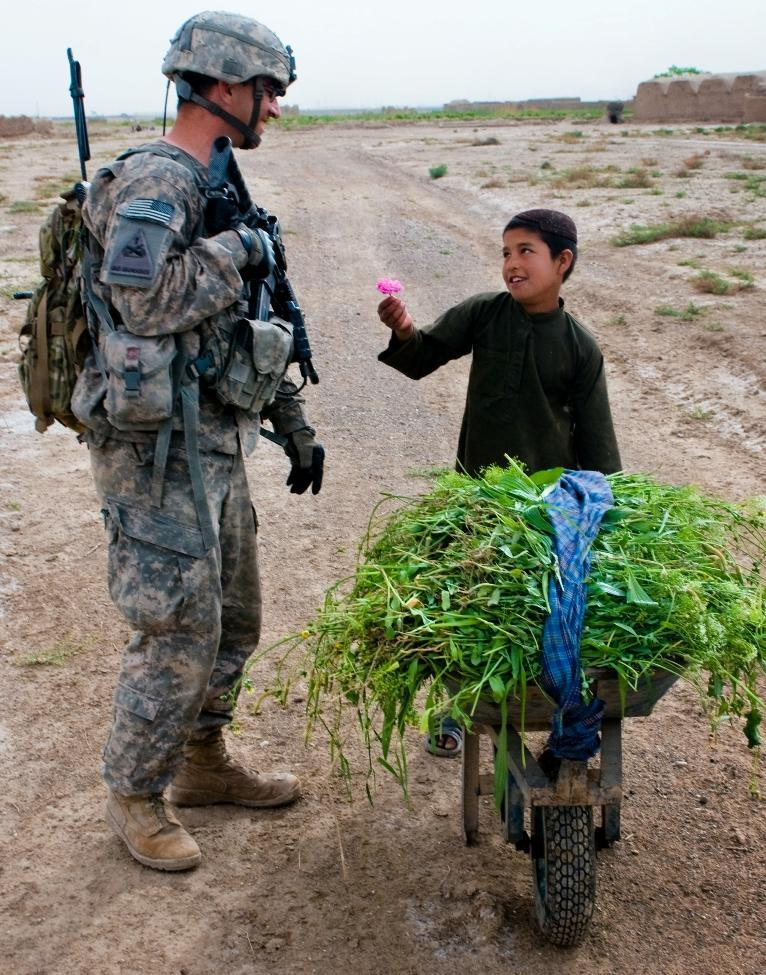
La confiance en contexte d'incertitude, Afghanistan

L'incertitude est vue dans ce paradigme comme étant endémique, bien que le monde social semble à première vue stable et connu : « La première (idée fondamentale) consiste à penser la société non pas comme un ordre dont il faut rendre compte mais comme un chaos, un réseau d’interactions dans lequel peuvent apparaître des formes provisoirement stables ». Pour White, l'entité sociale a de tout temps et en tout lieu cherché à réduire l'incertitude qui règne en créant du sens, parce qu'elle a une aversion à l'incertitude, qui est pour elle anxiogène, bien qu'elle vive dans un environnement par "nature" non organisé (chaos endémique),. Afin de réduire les incertitudes, l'identité sociale se fait source d'actions en cherchant à donner du sens, à contrôler, ordonner et réguler ses interactions sociales, ce qui lui permet de réduire les incertitudes en lui permettant de prédire, prévoir et anticiper les interactions (comme en connaissant son statut social et son rôle social, ceux des autres, les normes en vigueur, etc.).
Il existe trois types d'incertitudes dans la sociologie whitienne  :
- « contingence » (biophysique) : l'entité sociale doit faire face à des incertitudes biophysiques (géologiques, climatiques, biologiques) ;
- « ambage » (social) : elle doit faire face à des incertitudes liées aux actions des autres ;
- « ambiguïté » (sémantique) : finalement, l'identité sociale fait également face à des incertitudes se rapportant à ce qui relève de la polysémie du langage, du culturel ou du sémantique.

Ce qui est valable dans certains contextes sociaux peut ne pas avoir de sens dans d'autres contextes, ce qui crée de l'incertitude, selon White.
Chez Alain Degenne, l'incertitude est mise en lien direct avec la confiance, comprise en tant qu'un degré de certitude que les identités ont du déroulement de l'interaction sociale. Michel Grossetti a développé une « sociologie de l'imprévisible » qu'il décrit comme fortement influencée par l'approche whitienne. L'incertitude engendre une capacité moindre à avoir confiance dans le déroulement des interactions et à prévoir les comportements d'autrui

### Identité sociale

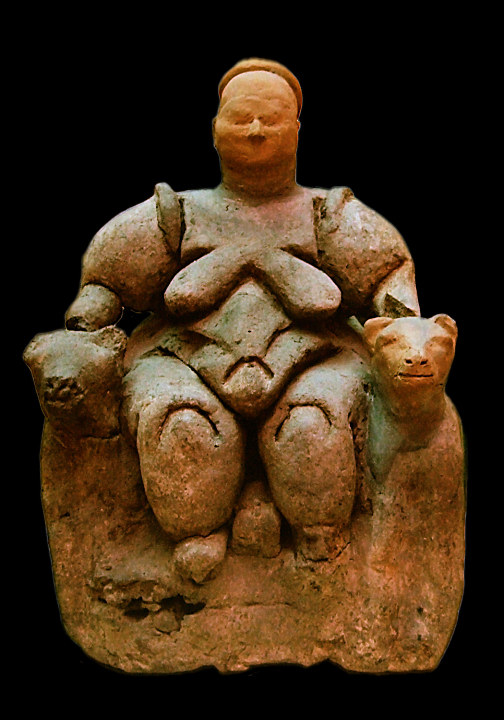
Déesse Mère assise auprès de deux lionnes, Turquie
(~6000-).

En lien avec le titre de l'ouvrage « Identity and control », la notion d'identité sociale est dans la sociologie whitienne un des deux concepts clés.
C'est une formation sociale qui a pris forme au cours d'interactions sociales générant des histoires ; avant d'être identifiable (une identité) elle n'est qu'une entité informe. Dans cette approche, les « individus », les « sociétés », sont des formations sociales identifiables auquel un observateur peut donner du sens, et qui ne sont pas explicables par le biophysique. Ce sont les histoires et les « efforts de contrôle » déployés qui construisent les identités sociales ; selon cette approche les identités sociales émergent des tentatives d'ancrage qu'elles déploient (en tant qu'entité sociale) pour exister sous une forme identifiable et se maintenir. Ce concept évite de naturaliser les individus dans une posture d’acteur rationnel.
L'entité devient une identité sociale au fil des interactions sociales et des histoires; elle devient identifiable par un observateur externe qui peut lui attribuer du sens. Sa formation ne doit pas être explicable par le biophysique :
« Je généralise l'identité à toute sources d'action, toute entité à laquelle un observateur peut attribuer du sens qui n'est pas explicable par des régularités biophysiques. Ces régularités sont subséquentes au contexte social en tant qu'environnement, où la personne apparaîtra comme un amalgame d'identités. »
Harrison White donne cinq significations au concept d'identité sociale : 
1. L'identité est une recherche d'appui dans un environnement totalement incertain[5] ;
2. L'identité est un attribut reconnaissable, une « face », comme chez Erving Goffman[5] ;
3. L'identité est un amalgame entre le conformisme et la liberté : elle a une individualité, mais aussi des paradoxes [5] ;
4. L'identité est tel qu'entendu dans le sens commun : un identifiant personnel[5] ;
5. L'identité est une sensibilité qui fait se sentir lier aux autres, appartenir à l'humanité, se sentir une personne[5].

Toutes ces identités résultent des efforts de contrôle qu'elles déploient lors des interactions : « Les identités à la recherche de contrôle interagissent, se frottent, se confrontent, produisant des situations contingentes et désordonnées dont émergent cependant des régularités. La première de ces régularités est le maintien (la construction et reconstruction) des identités elles-mêmes. Leur recherche inlassable du contrôle leur permettent de créer une sorte de continuité de leur propre existence comme identité ».
Elle est vue comme l'unité fondamentale des sciences sociales, selon ce courant de pensée.

### Efforts de contrôle

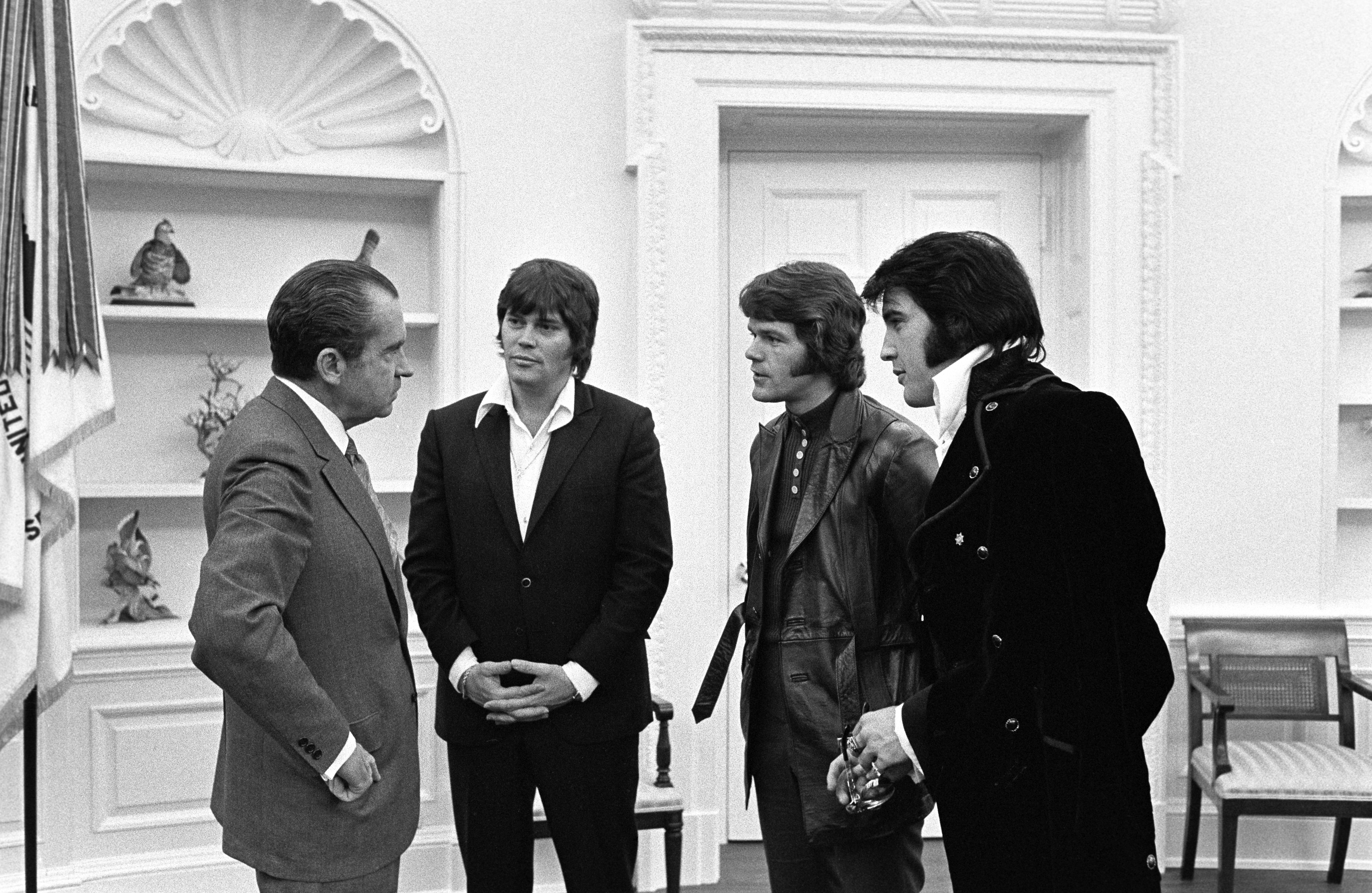
Rencontre entre Elvis Presley, Delbert Sonny West, Jerry Schilling et Richard Nixon.

Dans l'interactionnisme structural l'action sociale est conceptualisée comme étant motivée par la volonté de réduire les incertitudes. 
Le terme polysémique « contrôle » peut induire en erreur, car le sens que lui prête Harrison White dans sa théorie, diffère du sens usuel. Dans la théorie whitienne, l'effort de contrôle sous-tend seulement une tentative d'exister dans une forme identifiable, normative, et qui s'exprime par les actions posées par les identités sociales ; ce qui permet une certaine pression sur le sens et la direction que prennent les interactions sociales. 
Le sens du mot contrôle dans le jargon whitien signifie une tentative d'avoir prise sur ou dans la réalité : « Un jeune enfant qui explore l’espace autour de lui est à la recherche de contrôle. Un groupe de chasseurs-cueilleurs qui délimite son territoire aussi. »

Voici un exemple que White donne dans son livre et cité par un autre sociologue : 

« Considérons par exemple la façon dont les étudiants amènent un nouveau professeur à s’adapter aux standards implicites d’évaluation et aux cadres cognitifs du curriculum de leur campus (par exemple, le fait qu’on y encourage les connaissances techniques par rapport aux connaissances historiques) : ils ne peuvent pas formuler clairement l’ensemble des pressions qu’ils sont amenés à exercer, et n’en sont le plus souvent pas conscients. C’est un contrôle très efficace, mais il ne se fonde pas sur l’intention de produire une action nouvelle. »

— Harrison White

#### Disciplines
Les disciplines sont les formes typiques que prennent les efforts de contrôle lors des interactions sociales, selon Harrison White. Il en existerait seulement trois, selon lui, et elles sont conceptualisées comme étant mutuellement exclusives. Elles ont toutes un effet sur l'émergence, le maintien, la transformation ou la dissolution des formations sociales.

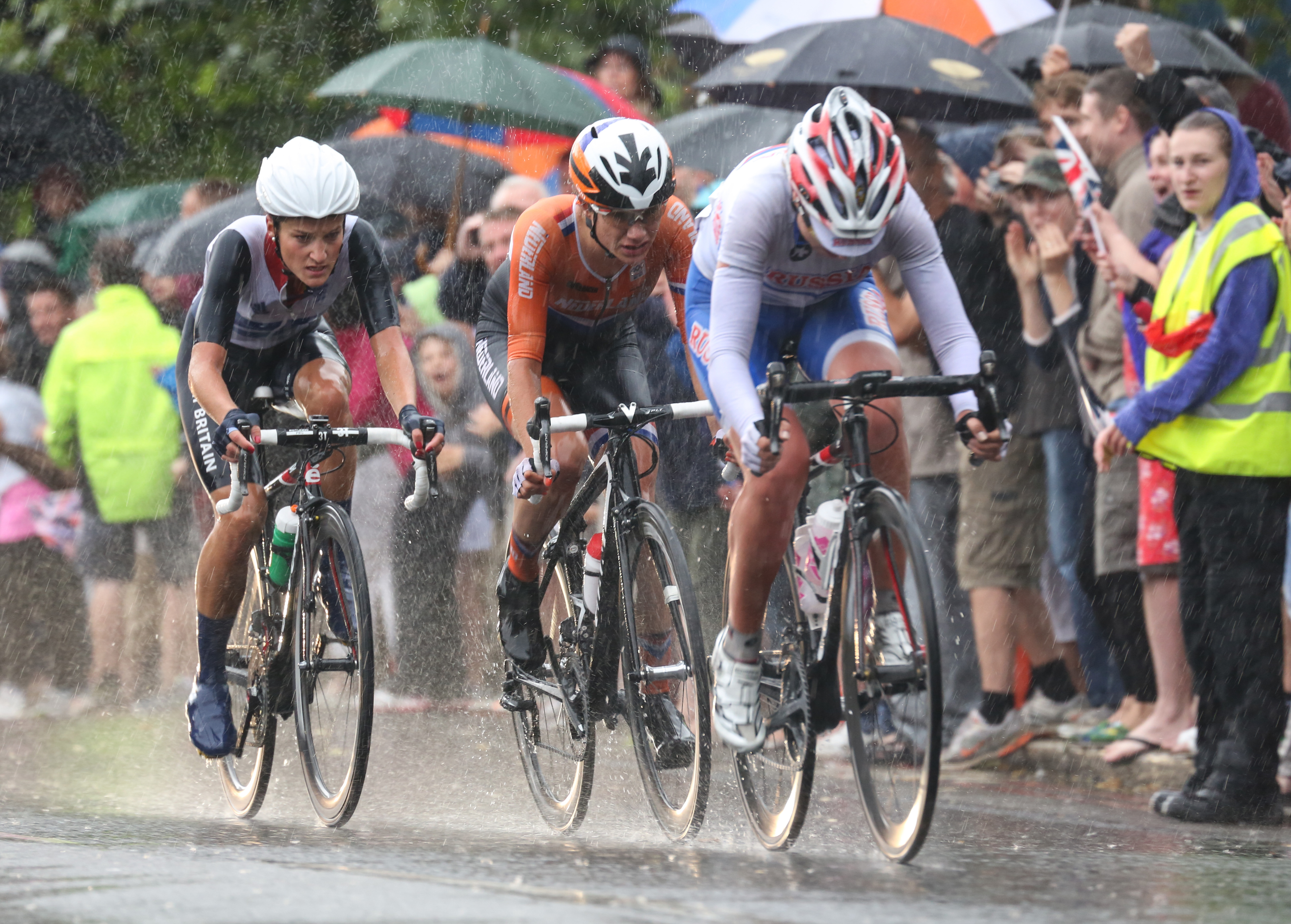
Les trois médaillées olympique en cyclisme à Londres, en 2012

Elles ont des valeurs dont la teneur se négocie lors des interactions sociales et via des processus sociaux qui leur sont propres.
- Arène : sa valeur est la « pureté » ; il est question de « trier le bon grain de l'ivraie ». Ce qui est jugé « bon » ici se négocie dans les interactions et s'appuie sur des histoires. Son processus est celui de la sélection puisqu'il tend à opérer un tri sélectif basé sur une valeur de pureté. La définition whitienne est : « Une discipline de type "arène" peut émerger d’une dynamique d’hostilités et de sympathies dans des netdoms. Certains sont alors perçus comme des gardiens ("gatekeepers") et interviennent dans le jeu à la mesure de leur capacité à exclure rigoureusement, sélectionnant selon des degrés successifs de pureté, la pureté étant l’ordre de valeur. »[5] :

- Conseil : sa valeur est le « prestige» : chercher à rallier ou à se rallier à quelque chose en quoi on croit ou que l'on soutient. Son processus est celui de la mobilisation puisqu'il tend à opérer un ralliement basé sur une attirance. La définition whitienne est : « Dans les conseils, les jugements se concentrent sur le "prestige", c’est-à-dire sur la capacité à influer sur l’action collective. » (Chapitre 3)[5] ;
- Interface : sa valeur est la « qualité », et son processus correspond à l'engagement (commitment). C'est une entreprise (au sens d'entreprendre quelque chose - undertaking) au sein d'une structure, où d'autres semblables entreprennent sensiblement la même chose, en ayant des objectifs similaires. Son processus est l'engagement, au sens que l'action sociale se coordonne vers une certaine coopération[47]. La définition whitienne est : « Une interface est un ensemble mutuellement contraignant de revendications de contrôle qui produit comme résultat net un flux dirigé, un flux engagé. » (Chapitre 3)[5].

| Disciplines | Arène     | Conseil      | Interface  |
| ----------- | --------- | ------------ | ---------- |
| Valeurs     | Pureté    | Prestige     | Qualité    |
| Processus   | Sélection | Mobilisation | Engagement |

Ces formes typiques que prennent les efforts de contrôles sont observables à travers une multitude de phénomènes et situations sociales. Par exemple en recherche, les chercheurs vont « trier le bon grain de l'ivraie » en confrontant leurs analyses (arène), ils vont faire de la promotion de leurs études pour en montrer l'importance ou faire des démarches afin de recevoir des fonds de recherche (conseil). Enfin, ils vont produire de la science, et notamment publier dans des revues scientifiques, afin de participer à l'entreprise qu'est la science(interface).
White devéloppe le concept de discipline en s'inspirant du pecking order (qui peut se traduire par "ordre de dominance"). Il fournit en exemple, le tournoi qui représente selon lui un cas conscient de pecking order, où des paires (dyades) s'affrontent afin de déterminer qui domine sur les autres, dans un cadre hautement règlementée et normée, ainsi que celui des liminarités qui sont au contraire des moments où les règles habituelles sont suspendues (par exemple le "mardi gras"). 

### Histoires

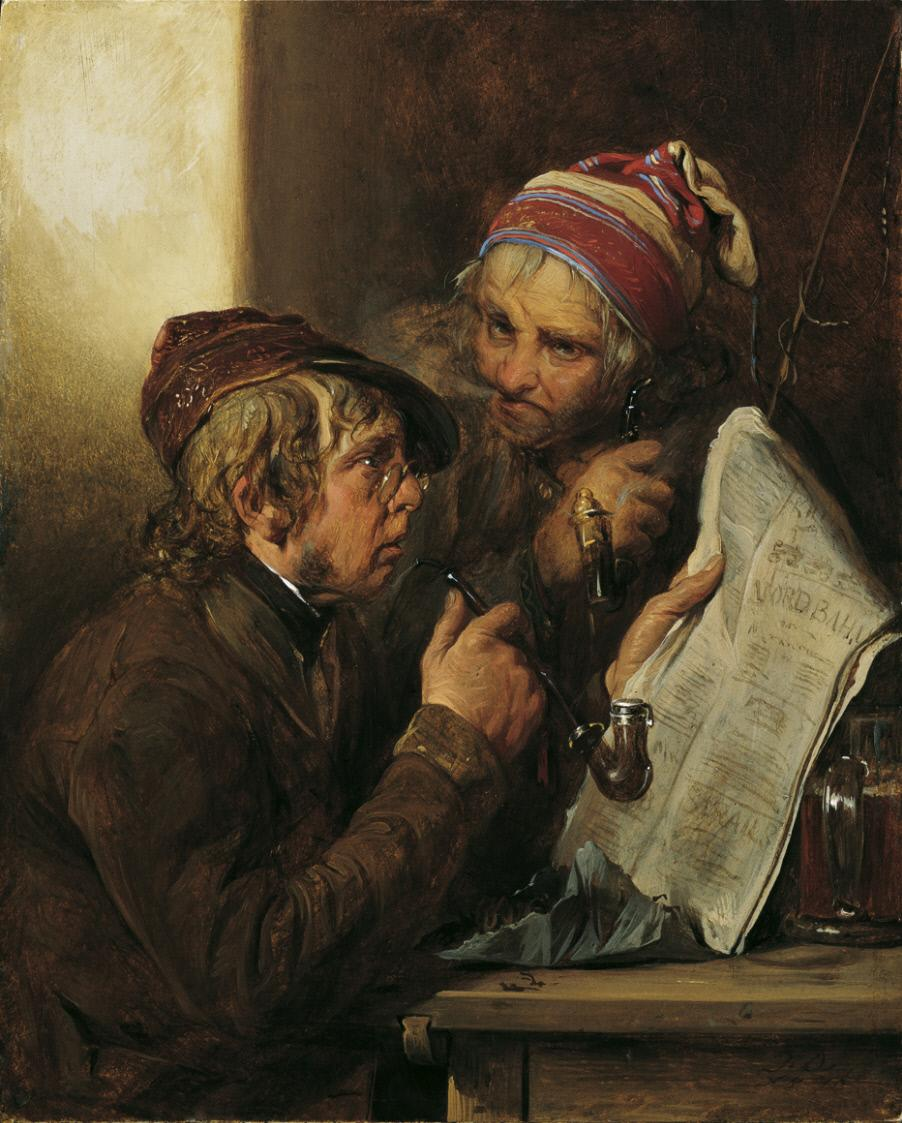
Josef Danhauser, Newspaper readers, 1840

Selon cette approche, le chercheur doit s'intéresser aux histoires, aux récits qui se construisent et donnent sens aux interactions,. De simples rumeurs de cours d'école à l'Histoire avec un grand H, les histoires sont centrales dans l'approche interactionniste structurale puisqu'elles contiennent le sens qui a été produit lors des interactions sociales, et qui désigne ici ce qui peut s'exprimer par le langage humain ; comme un conte, un récit, une narration, des commérages, des conversations, etc.
« Les interactions entre les identités produisent des histoires. Ces histoires, qui sont énoncées soit par les identités participant à l’histoire soit par des observateurs, établissent des liens entre les identités. C’est à travers les histoires que les interactions dépassent leur caractère instantané pour s’inscrire dans la durée sous la forme de liens et avoir des effets durables. » Via les efforts de contrôle que déploient les identités sociales, celles-ci produisent des histoires. L'identité sociale, en son sens primaire, est source d'action parce quelle engendre la production d'histoires. Les histoires sont aussi porteuses de liens, qui peuvent aller jusqu'à passer d'interaction sociale à relation : « une relation entre deux personnes est ainsi constituée des nombreuses histoires qui mettent en scène des interactions ou des liens entre ces deux personnes. En un sens, comprendre une relation requiert de prendre en compte une pluralité de points de vue narratifs ».
Selon Harrison White, ce sont ces histoires qui rendent si particulière notre espèce animale : « On peut imaginer qu’il est possible de découvrir des réseaux sociaux dans d’autres espèces que l’espèce espèce humaine, par exemple au moins chez les loups et les singes. On trouve dans ces espèces des ordres hiérarchiques, des liens et certainement des luttes pour le contrôle […] Tout cela implique un certain niveau de communication, mais qui reste relativement simple et n’a pas besoin d’être plus complexe que l’échange de phéromones dans les sociétés de fourmis […] Cela conduit à penser que ce sont le sens et les histoires qui placent l’action sociale humaine à part. Sans les histoires, l’action sociale serait monotone ; il n’y aurait pas toutes ces « couleurs » que les humains observent et utilisent dans les cadres sociaux ».

### Réseaux

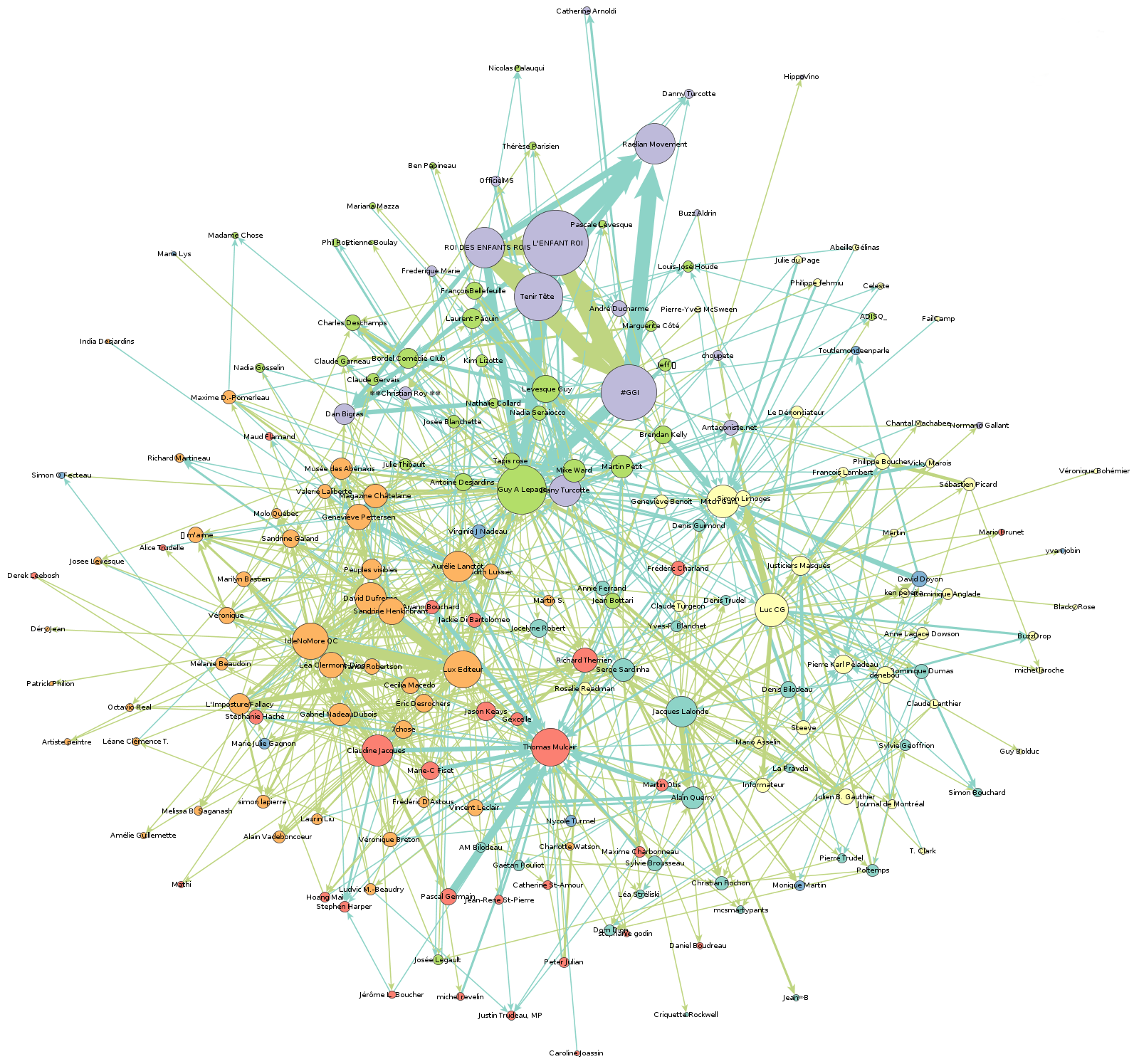
Visualisation d'un graphe des interactions sociales sur Twitter, autour du hashtag #tlmep

Théoriquement, selon l'interactionnisme structural, un réseau social (ou plutôt dans ce cas précis un réseau sociosémantique) est une structure sociale constituée d'identités sociales qui interagissent dans un espace de sens. Le réseau prend forme, se structure, à partir des histoires produites lors d'interactions qui définissent à fois les liens et les identités sociales.
D'un point de vue méthodologique, un réseau est principalement une forme de découpage à partir de critères qui définissent et limitent les interactions sociales qui seront prises en compte dans l'analyse. Il est vu comme fort probablement impossible de tenir compte de toutes les interactions effectives qui se produisent, ce qui implique que le chercheur doit choisir quelles sont celles qu'il retient pour son analyse. Un réseau social se modélise via la théorie des graphes et s'analyse dans la perspective de l'analyse des réseaux sociaux. 
Les liens d'un réseau peuvent être hiérarchisés selon leur force : les notions de « liens faibles » et de « liens forts» sont issues des travaux sur le petit monde. Dans le cas de liens dits forts, il est souvent question de multiplexité (d'une multitude de liens, à divers niveaux) et donc, de relations autonomes (conjoints, parents, amis).
Harrison White propose aussi de distinguer deux sortes de catégories sociales :
- le Catnet (category network), représentant les découpages classiques en sociologie, catégorie définie a priori ;
- le Netdom (network domain), similaire à la notion de cercle social chez Simmel[22],[48],[49]. Il s'agit d'un réseau d'interactions effectives autour d'éléments sémantiques partagés. Le terme de « niche » est aussi employé, dans un sens proche de celui de niche écologique.

« La notion de "netdom" ("network-domain") rend compte de cette dualité entre les domaines sémantiques, les réseaux de sens et les réseaux sociaux. Le thème de la politique française par exemple définit le réseau de ceux qui discutent de ce thème. Des identités en relation spécialisée liée à un netdom constituent un public. Les identités et les histoires peuvent commuter d’un netdom à un autre, comme lorsque l’on change de sujet dans une conversation, modifiant ainsi l’ensemble de ceux qui s’intéressent à ce sujet et produisant des significations. Parfois, un réseau correspond à une catégorie d’acteurs (au sens classique du terme catégorie) : c’est un catnet ("category-network"). L’ensemble des entités d’un réseau est une population-réseau. »

### Formes d'interactions sociales
Il existe une distinction sémantique entre interaction sociale et relation. La notion d'interaction sociale fait référence à un échange élémentaire, court, et qui ne tend pas à se reproduire, tandis que la notion de relation est marquée par la récurrence et parfois même par la multiplicité des interactions au cours du temps, accompagnées de toutes les histoires qu'elles ont générées.
Sociologiquement parlant, la question fondamentale est de savoir qui, dans une interaction donnée, dispose du pouvoir de définir les conditions du déroulement de la situation. Celles-ci peuvent soit se négocier férocement dans la confrontation, soit être entièrement encadrées par des lois ou des normes sociales : « On connaît bien par exemple, la différence entre les conditions dans lesquelles s’effectuent les achats de certains biens en Europe où la plupart des prix sont fixés à l’avance et peu négociables et dans certains pays d’Afrique où la négociation est une règle. » Parfois les conditions d'interactions sont connues, parce que les identités sociales se connaissent assez mutuellement ou encore, parce qu'elles suivent la forme régulière des interactions corrélatives, qui, par définition, précisent les rôles joués par les identités sociales en interaction, en plus d'être inégales du point de vue structurel. 
Alain Degenne mentionne quatre types d'interactions sociales ; 
1. Les interactions corrélatives;
2. La confrontation/négociation;
3. L'organisation sociale;
4. La relation autonome.

La capacité de prévoir le déroulement des interactions dans une situation donnée est un critère fondamentale à prendre en compte lors de l'étude des interactions sociales ; il apparaît plus facile de se ranger à une situation défavorable mais prévisible, que de faire face à une situation complètement imprévisible et marquée par l'incertitude. La confrontation et la négociation impliquent une dépense, notamment en temps passé à réaliser la transaction ou à régler le conflit, ce qui permet de comprendre que fixer des règles peut avoir pour objectif de minimiser ces coûts lors des interactions sociales. Alain Degenne cite l'exemple apporté par Coleman en 1990 du tabagisme : un fumeur et un non fumeur sont confrontés dans une même pièce afin de savoir lequel des deux aura pouvoir sur l'interaction. Il remarque qu'entre 1990 et actuellement, dans la plupart des pays occidentaux, la forme des interactions a évolué, par l'émergence de règles formelles qui s'imposent à tous et régissent les conditions dans lesquelles fumer est toléré : l'organisation sociale a pris le dessus sur la confrontation.
L'établissement de règles et de normes sociales se produit principalement lorsque des interactions conflictuelles tendent à se produire, mais elles peuvent aussi servir à maintenir une différence de statut social ou de rôle, comme dans le cas du militaire qui doit saluer son supérieur sans argumenter là-dessus.
Lorsque le comportement d'autrui n'est pas prévisibles et que les identités sociales sont en confrontation ou en négociation, il existe souvent d'autres éléments permettant d'accepter la situation, comme dans le cadre des compétitions sportives. Bien que le résultat de la compétition ne soit pas connu, le cadre, lui, est codifié et dépourvu d'ambiguïté, ce qui permet l'acceptation des conditions par tous : « C’est la condition pour que le jeu soit accepté par tous et c’est la condition pour que le sport conserve ses qualités de spectacle universel (Parlebas,1986). ». 
Les échanges commerciaux sont aussi un cas très étudié où confrontation et négociation peuvent s'observer et où un type de situation, connu sous le nom de dilemme du prisonnier, tend à se poser : lorsque les informations sont d'un niveau trop faible, de chaque côté, pour prévoir l'action de l'un et l'autre, une méfiance mutuelle s'installe. Alain Degenne donne l'exemple de l'achat d'une montre Cartier négociée dans la rue où la méfiance peut se retrouver dans chaque parti : le passant a des raisons de se méfier du vendeur dans la rue (vol, copie, etc) tout autant que le vendeur est en droit de se questionner sur la moralité du passant intéressé (va-t-il partir sans payer ?). Au contraire, lors d'un achat chez un vendeur de montre réputé, la question de confiance réciproque ne se pose quasiment pas, les deux identités sociales ayant des rôles préexistants clairement codifiés par la société, à savoir ceux d'acheteur et de vendeur (comme dans le cas des interactions corrélatives). Rien n'implique que chacun détienne autant d'information que l'autre ou que l'interaction soit équitable, mais les identités sociales ont tendance à importer une forme de confiance, lors de leurs interactions, (comme dans le cas où ils demandent des références ou des conseils à leurs proches, dans leurs relations autonomes, par exemple lors de l'achat d'une voiture d'occasion). « Des études ont cependant permis de montrer que dans des situations où l’information des partenaires est très déséquilibrée, les acheteurs préfèrent avoir en face d’eux des personnes avec lesquelles ils ont une relation antérieure non commerciale (familiale, d’amitié, etc.). Il y a en quelque sorte importation d’une forme de confiance non commerciale dans la transaction. ». Degenne souligne que les vendeurs de voiture d'occasion qui veulent rester en affaire ont tout intérêt à offrir un produit d'une qualité acceptable à un prix abordable s'ils veulent bénéficier d'une bonne réputation et d'une certaine confiance.

#### Interactions corrélatives et équivalence structurale

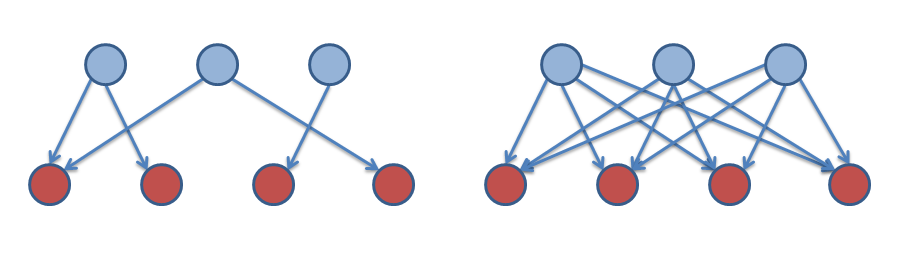
Représentation graphique d'interactions corrélatives

La notion d'équivalence structurale émerge vers le début des années 1970 à la suite du développement de la méthode d'analyse dite matrice par blocs (blockmodeling). Sa définition, donnée dès 1971 par Lorrain et White est : « les sommets a et b sont structurellement équivalents, s'ils sont reliés à d'autres sommets d'une même façon ».
Sociologiquement, deux entités au sein d'un réseau sont en équivalence structurale si elles partagent des liens de même type vers d'autres entités du réseau. Dans l'analyse du social, chercher une équivalence pure (régulière) où chacun aurait vers l'autre exactement les mêmes liens, est peu heuristique. Il est donc question de chercher des similitudes relationnelles, sans chercher d'équivalence régulière stricte. 
L'équivalence structurale est une technique de traitement des données qui permet de ne pas catégoriser a priori le type de relation qu'ont les entités sociales entre elles et de ne prendre en compte que les interactions effectives.

##### Interactions corrélatives
Pour les sciences sociales, les équivalences structurales sont analysées comme étant des interactions corrélatives : « c’est-à-dire celles dans lesquelles les partenaires ne sont pas des individus semblables mis dans une situation particulière, mais des individus qui se définissent par le rôle qu’ils jouent dans l’interaction ». Par exemple le médecin et son patient, l'enseignant et l'élève, le mari et son épouse, le capitaliste et le prolétaire, le « blanc » et le « noir », etc. Il s'agit d'identités sociales en positions d'inégalité structurelle, qui interagissent pour former une entité sociale spécifique : un fait social. Les interactions corrélatives sont celles où deux types d'identités sociales, définies de façons complémentaires, interagissent pour former un fait social : l'enseignement, le soin ou le mariage par exemple. L'exemple le plus connu de ce type d'interaction sociale est le rapport d'oppression proposé par Karl Marx. Il est à noter que toutes les interactions corrélatives et inégalités structurelles ne débouchent pas sur des inégalités sociales, une révolte ou un sentiment d'injustice.
Plusieurs formes de relation corrélative ne débouchent pas sur une révolte ou une impression d'injustice, car l'inégalité structurale apparaît aux identités sociales comme étant « naturelle » et souhaitable. C'est notamment le cas dans la spécialisation ou l'expertise : la connaissance que détient l'un est ce que l'autre vient chercher. Citons comme exemple l'enseignement ou les soins de santé : les patients et les médecins sont interdépendants et les deux partis peuvent faire pression l'un sur l'autre, les patients via des regroupements de patients et les médecins via un prestige social important. De fait, c'est souvent ce dernier qui détient généralement la plus grande part du pouvoir dans l'interaction.

###### Rapports de genre
Dans un article de 2009, Alain Degenne s'intéresse à la manière dont le pouvoir lors d'une interaction est réparti de telle manière qu'il permet à l'une ou l'autre des parties prenantes de définir les conditions dans lesquelles va se dérouler l'interaction. Il donne l'exemple du rapport de genre, qu'il définit comme étant "l'ensemble des représentations différentielles entre hommes et femmes, ainsi que toutes les relations concrètes qui existent au sein des couples". La sociologie du genre a largement montré que les rapports de genre sont omniprésents et conditionnent les relations sociales, y compris la manière dont se forme l'identité sociale des entités sociales, au sens de With, et également au sens de la sociologie classique. Les rapports de genre sont selon lui un type central d'interaction sociale.
La littérature sociologique souligne le fait que l'organisation sociale, au moins dans les pays occidentaux, tend à favoriser les hommes plutôt que les femmes; à ce sujet il cite en exemple, le droit de vote des femmes accordé qu'en 1944 (premier passage aux urnes en 1945) en France, les inégalités salariales et l'accès aux postes de directions (plafond de verre), ainsi que la violence systémique des hommes envers les femmes.
Chez Françoise Héritier, la domination des hommes sur les femmes prend racine dans la valence différentielle des sexes, dont l'hypothèse centrale est la volonté de contrôle de la capacité de reproduction des femmes. Il cite l'auteure : « Ce n’est pas parce qu’elles font les enfants que
les femmes sont tenues en dépendance comme un matériau exploitable, ce n’est
pas parce qu’elles sont fécondes comme la terre, c’est parce qu’il faut une femme
aux hommes pour leur faire des fils » (Héritier-Augé, 2002) », pour illustrer l'argument qui explique la domination masculine par l'appropriation du corps féminin par les hommes, afin de permettre aux hommes de contrôler la production de descendants masculins.
Degenne cite aussi Maurice Godelier, qui a étudié les Baruya, qui évoque une jalousie masculine à  l'égard des femmes, qui serait à l'origine de la domination des femmes par les hommes. Les Baruya attribuent aux femmes des qualités de création originaire, mais cette créativité est aussi source d'imprévisibilité, de chaos, elles sont imprévisibles, et dangereuses pour le maintien de l'ordre social. Afin de contrôler cette nature qu'ils attribuent aux femmes, ils considèrent qu'il faut employer une certaine forme de violence à leur égard :  « Nombreuses sont les femmes ridiculisées, insultées, battues. Et disent les Baruya, cette contrainte exercée sur les femmes ne doit jamais prendre fin, car les pouvoirs des femmes n’ont pas disparu après que les hommes s’en sont emparés. À tout moment elles pourraient les reprendre ».
Ces exemples sont utilisés pour montrer que les anthropologues mettent l'accent sur un rapport de dépendance entre les hommes et les femmes. L'auteur explique que "ce sont les femmes qui disposent de l’enfant. Les hommes sont obligés de revendiquer leur descendance et cela induirait d’autres formes de récupération du pouvoir de leur part".
Cette dépendance est renforcée au travers d'un processus de spécialisation sociale; François de Singly, dans "L'injustice ménagère" (2007) explique la spécialisation des tâches ménagère par une recherche de compétence de la part des femmes couplé à une démission de la part des hommes. Dans ce type de dynamique, tout en étant dépendant et bénéficiant des services de sa partenaire, l'homme perd une certaine maitrise de son environnement, là où la femme en reprend en ayant le contrôle sur l'environnement domestique, non pas spécifiquement pour lui, mais pour elle et - le cas échéant - ses enfants. Dans ce genre de relation, le divorce peut être une libération pour la femme, tandis que pour l'homme, le réveil est brutal.
Dans cette approche, l'explication de la domination masculine est davantage une question d'expertise (rapport de dépendance), et la thèse féministe qui consiste à voir une volonté de domination des hommes ne s'applique pas. Il s'agit plutôt d'analyser les divers modes de contrôle des interactions dans les divers contextes de la vie sociale. Il s'agit d'interactions corrélatives car ce type d'interaction sociale se caractérise par la dépendance mutuelle des partenaires dans l'interaction; ils sont dépendants, à cause des caractéristiques qui les définissent et qui sont socialement construites dans l'interaction, ;« Ils sont différents et c’est cette différence qui crée leur dépendance et induit l’interaction. ».

###### Marchés
Harrison White a développé son approche, particulièrement en travaillant autour de notions relevant traditionnellement de l'économie. C'est en se penchant sur les interactions sociales des entreprises avec leurs fournisseurs (en aval et en amont), dans une perspective « analyse des réseaux sociaux », qu'il a développé la notion d'équivalence structurale,. Chaque entreprise se situe donc dans un réseau, mais à moins d'un monopole, elle s'y trouve avec d'autres entreprises, qui lui sont similaires et avec laquelle elle est notamment en concurrence. Georg Simmel avait déjà noté que les marchands, tout en étant en concurrence, devaient aussi collaborer ; ils furent tôt organisés en regroupements de marchands. Le cartel est une forme de collaboration entre équivalents (entités ayant une identité sociale similaire dans un netdom donné). Concurrence et collaboration ne sont possibles qu'entre identités sociales équivalentes.
La nécessaire réduction des incertitudes des réseaux marchands force les entreprises à s'ajuster les unes par rapport aux autres, afin d'arriver à des normes et des conventions quant à la qualité et au prix d'un produit marchand ; il se crée un marché. Un marché est un netdom. Les entreprises s'y encastrent et s'en découplent, en créant de nouvelles « niches » et en ajustant les conventions établies (lors d'interactions). Ainsi, une régulation sociale est observable, la discipline a pris le dessus afin de réduire les incertitudes. Le cas des marchés, ici présenté, fait référence à une discipline de style interface, où la qualité et l'engagement s'observent.

###### Structure de la langue
Afin de permettre de comprendre les notions d'équivalence structurale et d'interaction corrélative, Alain Degenne propose l'exemple de la structure du langage via des notions issues de la linguistique. Ferdinand de Saussure a proposé une notion de rapport entre l'axe syntagmatique (horizontale) et l'axe paradigmatique (verticale) et où un syntagme représente un groupe de mots formant une unité de sens, comme dans « il fait beau » où c'est l'ensemble, dans l'ordre, qui permet de comprendre le sens de ce qui est exprimé, bien qu'il soit possible de dire « il fait mauvais » ou « il fait sec ». Les adjectifs utilisés sont interchangeables et équivalents du point de vue structurel, bien que selon celui qui est utilisé, le sens de l'énoncé change :
|                   |         | Axe paradigmatique |
|                   |         | mauvais            |
| Axe syntagmatique | Il fait | beau               |
|                   |         | sec                |

Les mots « beau », « mauvais » et « sec » sont équivalents structurellement, non pas dans leurs sens, mais dans leur rôle dans la construction du sens de l'énoncé et sont en interaction similaires avec « il fait »; ils sont en interaction corrélative. Selon Alain Degenne, il en va de même pour les individus se retrouvant en équivalence structurale; ils sont interchangeables et assez similaires pour permettre la coopération entre eux, face à d'autres ayant des attributs différents mais définis de façon complémentaires; « Le professeur et l’élève, le médecin et le patient, etc. ».

#### Confrontation et négociation
En sciences sociales, les travaux sur le thème de la confrontation sont souvent dans la lignée de ceux inspirés par la théorie du choix rationnel, ainsi qu'à ceux sur la théorie de l'échange social (qui se veut plus large, et n'a pas besoin de postuler sur la rationalité de l'acteur, ni que l'échange soit de nature monétaire). Dans la théorie de l'échange social, les échanges s'inscrivent dans des histoires relationnelles et des contextes et des réseaux qui peuvent être plus ou moins durables. La particularité introduite est de prendre en compte la capacité d'un individu à accéder à des ressources à travers ses relations avec autrui.
La structure des échanges est ici mise en rapport avec celle des structures de pouvoir ; la première implique une réciprocité, tandis que le pouvoir est plutôt synonyme d'inégalité des apports et des rétributions lors des échanges; ce qui engendre une dépendance. Ces deux termes font référence aux deux principes fondamentaux de la théorie de l’échange social; les obligations réciproques qui sont générées et résolues dans les interactions sociales et le déséquilibre des obligations qui engendrent des différences de statuts, puis il présente la formulation par Richard M. Emerson de la notion de dépendance d'un acteur (a) envers un acteur (b) (Dab) et de la notion de pouvoir de a sur b (Pab). En sommes, Pab = Dba, Pba = Dab; si Pab= Pba la relation est équilibrée et elle sera inégalitaire en cas contraire. Considérant que le coût de la transaction est égal à la résistance opposée à ce que l'échange ait lieu, la réduction du déséquilibre peut consister en la réduction de l'écart de pouvoir que détient respectivement a et b; soit par une perte d'intérêt par l'un des protagonistes dans l'interaction (un retrait), par la recherche d'une autre source d'approvisionnement, ou par la coalition avec d'autres acteurs voulant avoir accès à la ressource détenue (mobilisation), la logique passe d'une interaction dyadique à une interaction pouvant impliquer d'autres acteurs, au sein d'un réseau. 
Des indicateurs telles que la centralité et la centralité d'intermédiarité notamment peuvent permettre d'explorer les structures d'échange et permettent de mesurer la transitivité, propriété des triades; les relations sociales sont dites transitives. Si dans un contexte social donné étudié, A est en relation avec C ainsi qu'avec B, il existe une relation indirecte, voire potentielle, entre B et C. Les hypothèses sur l’influence de la structure du réseau sur les échanges a été testé expérimentalement par le recours à la simulation, par Yamagishi, Gillmore et Cook (1988), en posant que dans un réseau d'échange, le pouvoir se situe en fonction de la nature des connexions (positives ou négatives) ainsi que selon la rareté des ressources. Ils concluent qu'en cas de réseau où les liens sont principalement positifs seule la rareté des ressources détermine où se situe le pouvoir dans les échanges. Si la possibilité d'accéder aux ressources par le biais d'autres sources existe c'est elle qui détermine la localisation du pouvoir dans le cas d'interactions négatives. De ce point de vue, la distribution du pouvoir dépend de l'accès aux ressources disponibles dans un réseau donné et de la position occupée au sein de ce réseau. 
Une autre hypothèse vérifiée consiste dans le fait que lorsque les gains paraissent moins importants que les pertes anticipées « valeur subjective  négative d’une perte est plus grande que la valeur subjective positive d’un gain équivalent », ce qui a pour conséquence d'engendrer un statu quo et une absence d'engagement. Même en cas d'équivalence entre les pertes et les gains potentiels perçus, les acteurs tendent significativement vers l'aversion à la perte et donc, à ne pas agir. 
Le sentiment de justice et de réciprocité sont des standards lors des échanges et s'en éloigner tend provoquer un sentiment d'injustice pour celui qui se sent lésé par l'échange. Si l’injustice résulte de la contrainte, elle est perçue comme étant plus grande que si elle résulte d'une rétribution jugée inégalitaire.

#### Organisation sociale
L'organisation sociale est une forme courante prise par les interactions sociales qui prescrivent, au moins en partie, les conditions dans lesquelles les interactions se déroulent ainsi que, selon le cas, les rôles attribués à chacun des membres de l'organisation. La réduction des coûts de transaction engendrés par la vie quotidienne est essentielle, mais la façon d'y parvenir peut suivre plusieurs styles de logiques, bien qu'il s'observe actuellement une tendance au recours à une logique en matière de rationalité limitée.
Puisque toute confrontation a un coût, ne serait-ce passer en temps à négocier ou lors des conflits, la réduction des coûts liés aux interactions incertaines est une tendance lourde observée largement. Le marché est un exemple classique d'organisation permettant de réduire les coûts de transaction, et plusieurs chercheurs dont William G. Ouchi ont souligné qu'un des facteurs essentiels à prendre en compte dans l'analyse est la recherche d'équité entre les partenaires d'une interaction de nature transactionnelle . C'est par la perception que les mécanismes sont équitable pour tous, que la légitimité se définit et qu'ils paraissent juste. Les identités sociales dans un marché donné sont considérés comme étant des égaux, et sont en situation d'équivalence les uns par rapport aux autres puisqu'ils négocient ensemble, à égalité, l'ajustement des prix; ce qui crée une certaine forme de confiance recherchée. 
Certaines organisations, comme l'armée, ont un code de conduite et une hiérarchie strictes qui déterminent la façon dont les interactions doivent se produire en leur sein.   
La bureaucratie fonde pour sa part sa légitimité sur la reconnaissance de l'autorité (qui peut se baser sur la compétence, par exemple) et l'équité se base alors sur un accord social faisant en sorte que la bureaucratie est socialement vue comme disposant de l'autorité légitime . Le cas du marché du travail est complexe car le principe d'équité y est plus floue et le contrat social est plus difficile à cerner dans les détails, selon les organisations. 
William Ouchi a étudié le cas des firmes japonaises qui ont une très forte tendance à intégrer leurs membres via la socialisation, ce qui fait que dans ce cas-ci c'est la force de la cohésion sociale qui assure la légitimité de l'organisation, car ces membres ont un sentiment d'appartenance fort à la firme. Une telle analyse est rapprochée, tant par son auteur que par Alain Degenne à la solidarité organique chez Émile Durkheim (sans avoir recours à une notion de parenté comme en sociologie classique). La régulation sociale dans ce type spécifique d'organisation sociale dépend principalement de la relation qui lie les membres à la firme.

#### Relation autonome
La connaissance (pouvant être associée à la notion d'expertise) engendre de la confiance en réduisant l'incertitude.
Les relations autonomes sont celles où la question du contrôle de l'interaction se pose le moins, non pas qu'il ne puisse être question d'une rapport inégalitaire ou de pouvoir, mais plutôt parce que les identités en action possèdent chacun une connaissance de l'autre (une interconnaissance) leur permettant à chacun de prévoir de façon fiable le comportement de l'autre. La connaissance de l'autre peut être directe (produit de l'expérience commune), ou indirecte (fournit par autrui, ou autre chose, comme un CV); la forme directe constitue un processus de contrôle social universellement répandu.
L'interconnaissance implique une histoire commune et des expériences partagées; « Plus on se côtoie, plus on acquiert de  connaissances sur l’autre, mais plus aussi, il se crée une culture commune, des règles d’interaction, qui rendent les négociations inutiles ». Selon Claire Bidart, la multiplexité des contextes sociaux engendre l'autonomie d'une relation. 
Alain Degenne donne une définition de la relation autonome faisant référence à la notion de culture : « Une interaction est autonome lorsqu'elle est fondée sur l’interconnaissance et qu’il existe entre les partenaires ce que j’ai appelé une culture commune spécifique de ce couple de personnes. ».
Les relations personnelles sont celles qui sont le moins étudiées dans cette approche.

### Encastrement et découplage
« L'encastrement et le découplage permettent de penser la dynamique d'émergence ou de dissolution d'entités agissantes ou de formes sociales, qu'il soit question d'identités individuelles, d'organisations, ou de marchés. Toute entité est à la fois encastrée dans les liens qu'elle a tissés avec d'autres identités, et découplée, c'est-à-dire disposant d'une marge de manœuvre spécifique. Tout découplage débouche sur un nouvel encastrement »

— Grossetti & Godart, 2007, p. 38
- Encastrement : Explicatif de l'héritage ou du bagage sémantique traîné et lié à l'idée de reproduction sociale et de socialisation, l'encastrement fait référence au processus qui fait en sorte que les identités sociales et les institutions s'insèrent dans des « cadres préexistants ». L'encastrement et le découplage sont liés[36] ;
- Découplage : Le découplage est un processus qui apporte un fait social « nouveau », de la singularité, et qui explique le changement social, selon l'approche interactionniste structurale. L'encastrement et le découplage sont liés et expliquent selon White l'autosimilarité du monde social[36].

### Modes de régulation sociale

#### Institution et rhétorique
La notion d' institution sociale est courante en sciences sociales. Dans la sociologie Whitienne, l'organisation sociale se produit via la régulation sociale qu'imposent les efforts de contrôles déployés de toutes parts par les identités sociales, et en ce sens, les institutions sociales sont ici définies comme étant des modes de régulation des interactions sociales qui sont vouées à se reproduire. Par leur émergence, elles produisent un découplage en délimitant leurs champs d'actions. Par exemple, l'institution du chômage résulte et permet de réguler la situation sociale qu'est la recherche d'emplois dans un contexte où existe un marché du travail.
En tant que mode de régulation sociale, c'est par le biais de rhétoriques que les institutions sociales agissent via les attentes comportementales partagées au sein de l'institution ; « Les rhétoriques sont des théories pratiques, des prescriptions concernant l’enchaînement des actions. Elles peuvent désigner aussi bien des ouvrages de théorie sociologique comme Identity and Control, que des procédures de triage des arrivées dans un service d’urgence ou de traitement des demandes dans un service administratif (« First in, first out » est une rhétorique) » Le sens commun est lui aussi vu comme une rhétorique.

#### Style

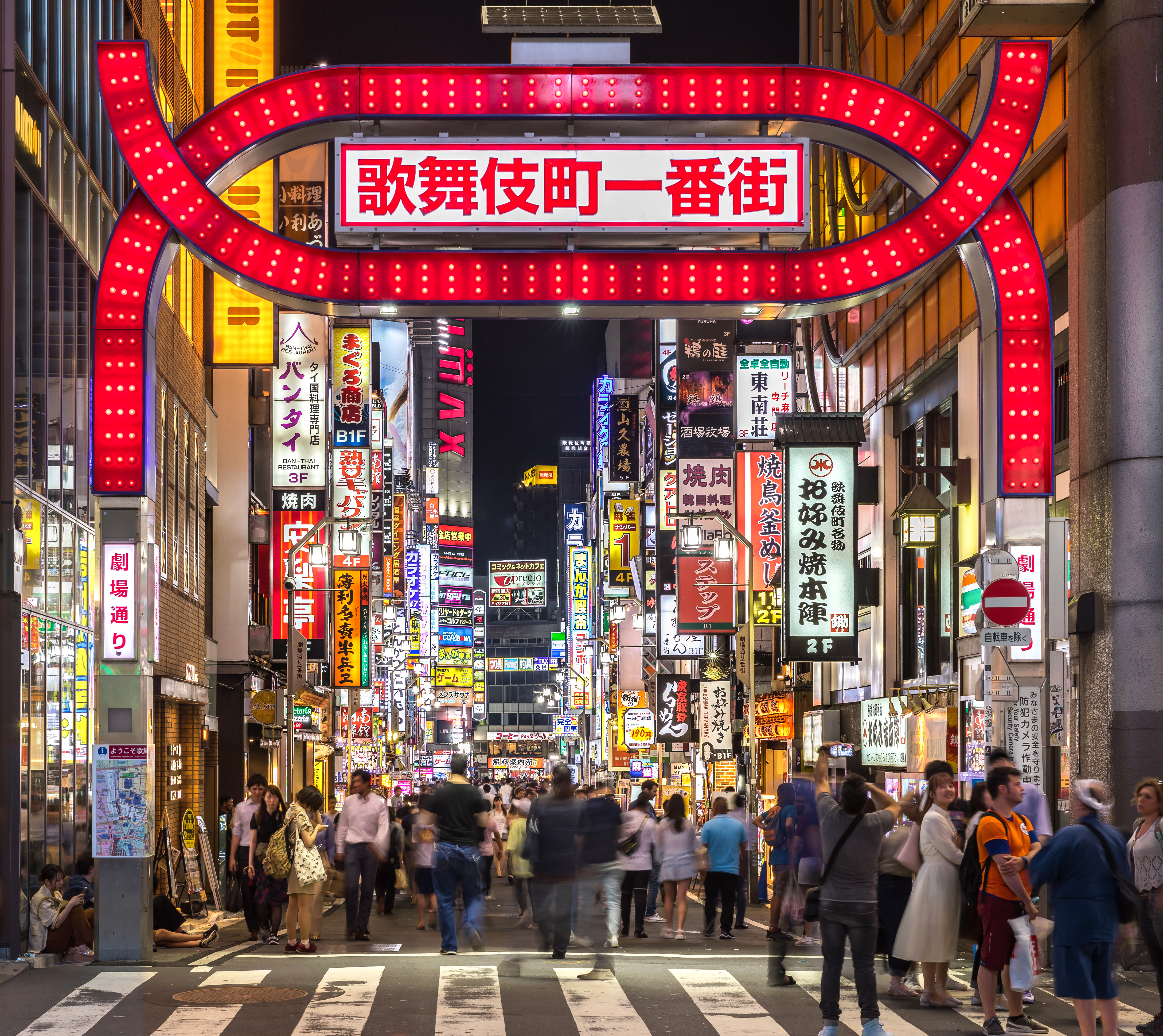
La porte rouge de Kabukicho de nuit, Shinjuku, Tokyo, Japon

Le style est une notion flexible qui s'applique peu importe les niveaux d'analyses (micro-macro) tout en permettant de décrire les variantes entre les formations sociales, selon les netdoms; ils peuvent désigner par exemple des modes vestimentaires ou des genres artistiques, mais aussi des façons d'être et de percevoir. À l'instar de la possibilité de parler d'un style « français », ou d'un style « allemand ». Dans la sociologie Whitienne, la rationalité est un style. C'est aussi un mode de régulation, un peu comme l'institution, mais qui tend à être moins discernable et tangible. Les identités sociales tendent à déployer des efforts de contrôle et se coordonner; suivre certaines formes de coordination d'où émerge de nouveaux styles. De façon simple, le style représente ce qui peut être interprété comme étant une façon de faire locale ou sociétale, ou encore d'un effet de culture, et en ce sens, le style est une forme d'encastrement.« La notion de style est donc centrale, elle permet de comprendre comment des formes concrètes de contrôle ont pu être transformées en modèles et en guides pour l’action, concourant ainsi à la structuration sociale. ».
Les identités sociales ne créent pas sciemment des styles; ceux-ci émergent de façon spontanée et ils régulent les commutations entre les divers netdoms. La notion de style est proche de celle d'habitus chez Pierre Bourdieu, parce que le style permet de caractériser une identité sociale, perdure dans le temps et est dû à son adaptation dans un contexte social donné (ce qui correspond à une disposition associée à un champ.

Michel Grossetti et Frédéric Godart cite Harrison White au sujet du style : 

« C’est par le partage d’un style que les personnes se lient au sein des populations-réseaux (…) Les personnes travaillent avec des ensembles de perceptions de leur situation et de celles des autres, à la fois sociale et physique. Certains seulement de ces ensembles se révèlent capables de se reproduire et de devenir de ce fait des contraintes objectives. De tels ensembles sont des styles, en ce qu’ils exercent des contraintes (…) Les acteurs individuels se perçoivent mutuellement au sein des disciplines et des réseaux sociaux, et absorbent des modèles concernant la façon de manœuvrer, d’en rendre compte dans des histoires, ainsi que les valeurs associées aux différentes manœuvres. C’est ainsi que les individus acquièrent un style. La stratification est un style. La rationalité est un style. »

— (Chapitre 4).

#### Régime de contrôle
Les régimes de contrôle sont similaires aux efforts de contrôle (les disciplines), parce qu'ils donnent forme aux interactions mais s'en distinguent par une spécificité contextuelle qui implique dans les régimes de contrôle, une combinaison durable et stable de différentes formations sociales de haut niveau; « Une économie considérée comme un système existant dans une période donnée, un système social comme le dualisme médiéval entre l’État et l’Église, le management des grandes entreprises actuellement, sont des exemples de régimes. ».
Contrairement aux disciplines qui sont fixées au nombre de trois, le nombre de régime de contrôle n’est pas limité a priori et bien qu'il puisse en exister davantage, Harrison White en distingue quatre types idéaux :
- le corporatisme;
- le clientélisme;
- le féodalisme normand;
- le professionnalisme.

Au chapitre 6, H.C. White donne cette définition : « Un régime de contrôle surveille les processus sociaux, les canalise et les configure en fonction d’un cadre qui se révèle être durable, puisqu’il concilie toute une série de réseaux, de disciplines, de styles et d’institutions dans un domaine spécifique qu’il produit. Ainsi, un régime contrôle du contrôle à travers ce cadre, en tant qu’architecture de configurations. », ce qui souligne le rôle de régulation sociale jouée par les régimes de contrôle.

## Inertie endémique du social
Plus une « loi du social » qu'un concept. Cette inertie fait dire aux interactionnistes structuraux que l' « action sociale véritablement nouvelle » et le changement social sont très rares : « Tout changement doit provenir de la lutte contre l'inertie endémique de l'organisation sociale, c'est-à-dire, le changement vient de l'action nouvelle qui vient lever le blocage ».